# Новий Папа
«Новий Папа» (англ. «The New Pope») — драматичний телесеріал режисера Паоло Соррентіно на замовлення телеканалів Sky Atlantic, HBO та Canal+. Це дев'ятисерійне продовження серіалу «Молодий Папа», яке спершу анонсували як його другий сезон. В головних ролях знялись Джуд Лоу та Джон Малкович.
Прем'єра серіалу відбулась 10 січня 2020 року на телеканалі Sky Atlantic в Італії.

## Акторський склад

### Головні ролі
- Джуд Лоу — Папа Пій XIII (не плутати з однойменним антипапою), в миру Ленні Белардо[3]
- Джон Малкович — Іоанн Павло III (в миру Джон Бреннокс), новоспечений Папа[4][5]
- Сільвіо Орландо — Його Високопреосвященство кардинал Анджело Войєлло, камерленго та державний секретар Святого Престолу і Ватикану
- Сесіль де Франс — Софія Дюбуа, маркетолог Святого Престолу
- Хав'єр Камара — Його Високопреосвященство кардинал Бернардо Гутієррес, радник Святого Престолу
- Людівін Саньє — Естер Абрі, колишня дружина офіцера швейцарської гвардії
- Мауріціо Ломбарді — Його Високопреосвященство кардинал Маріо Асенте
- Марк Іванір — Бауер, посол Святого Престолу[6]
- Генрі Гудман — Денні, дворецький сера Джона Браннокса
- Массімо Джіні — Його Високопреосвященство кардинал Спаллетта, особистий секретар Папи Римського
- Ульріх Томсен — доктор Гельмер Ліндегард

#### За участі
- Марчелло Ромоло в ролі Папи Римського Франциска II (в миру Томмасо Вільєтті), наступника Пія XIII

### Другорядні ролі
- Рамон Гарсіа — Його Високопреосвященство кардинал Агірре
- Антоніо Петрочеллі — монсеньор Луїджі Кавалло, довірена людина кардинала Воєлло[3]
- Кіруна Стамелл — абатиса монастиря Святої Терези
- Нора фон Вальдштаттен — сестра Лізетт, черниця монастиря, чия мати хворіє
- Джессіка Пікколо Валерані — сестра Памела
- Кіка Георгіу — жінка в червоному
- Наді Каммаллавеера — сестра Сурі, монахиня на службі в Папи
- Еко Андріоло Ранзі — сестра Катерина, молода черниця монастиря, яка закохується у Файсала
- Агнешка Яня — сестра Іванка, молода монахиня монастиря
- Закі Бібаві Айяд — Файсал, біженець, що переховується у Ватиканських садах
- Томаш Арана — Томаш Альтбрюк, чоловік Софії
- Клаудіо Бігаглі — міністр економіки та фінансів Італії Дуїлло Гіччіардіні
- Джанет Генфрі — леді Леннокс, мати сера Джона
- Тім Барлоу — лорд Леннокс, батько сера Джона
- Алессандро Річечі — Фабіано, любов Естер
- Алекс Есола — Фредді Блейкстоун, тенісист і коханець Бернардо
- Ігнаціо Оліва — отець Валенте, один з помічників Папи

#### Флешбеки
- Чарлі Поттс та Джошуа Смоллвуд у ролі Адама Браннокса, брата-близнюка Джона
- Каллум Поттс і Метью Саулвуд в ролі молодого Джона Бреннокса
- Хелла Стічлмейр — молода леді Леннокс, мати Джона
- Йонас Кродак — молодий лорд Леннокс, батько Джона

### Запрошені актори
- Мерілін Менсон в ролі самого себе[7]
- Шерон Стоун в ролі самої себе[3]
- Даніель Вівіан в ролі Домена, дворецького Папи
- Девід Хінзе в ролі Леопольда Ессенса
- Юлія Снігір в ролі Еви Новак

## Список епізодів
| № серії | Назва серії | Режисер(и)       | Сценарист(и)                                         | Оригінальна дата показу | Глядачів Італія (млн) |
| --- | ----------- | ---------------- | ---------------------------------------------------- | ----------------------- | --------------------- |
| 1 | «Епізод 1»  | Паоло Соррентіно | Паоло Соррентіно, Умберто Контарелло і Стефано Бісес | 10 січня 2020           | 0,43 млн              |
| Уже дев'ять місяців, після декількох невдалих спроб трансплантації серця Папа Пій XIII досі знаходиться в комі, у той час як його послідовники визнають його святим. Щоб уникнути ідолопоклонства, кардинал Войелло, за порадою Бауера, посла Святого Престолу, вирішує обрати нового Папу. Розуміючи, що конклав ніколи не обере його самого на цей пост, Войелло разом з вірними йому кардиналами саботує голосування, щоб посада не дісталась його опоненту Ернандесу. Вибір Войелло зупиняється на скромному кардиналі Томмасо Вільєтті, відданому шанувальнику Франциска Асізського, сподіваючись контролювати його через представника. Взявши ім'я Франциска II, Вільєтті швидко добирає смаку влади й приймає ряд радикальних реформ, направлених на благодійність. Він надає притулок для біженців у Ватикані, бере повний контроль над ватиканськими архівами і фінансами з метою поділитись ними з громадськістю, а також змушує колегію кардиналів здати свої коштовності. Ці реформи та плани Вільєтті позбавити сану Войелло змушують останнього вступити у змову з Ернандесом, щоб знайти заміну Папи в особі помірного в поглядах сера Джона Бреннокса, який раніше посів третє місце в голосуванні. У Франциска II трапляється серцевий напад з летальним наслідком, не без участі Бауера. Тем часом Папа Пій XIII після багатьох місяців коми подає слабкі ознаки життя. |             |                  |                                                      |                         |                       |
| 2 | «Епізод 2»  | Паоло Соррентіно | Паоло Соррентіно, Умберто Контарелло и Стефано Бісес | 10 січня 2020           | 0.17 млн. 0.43 (з.н.) |
| Войелло, Ассенте, Гутієррес, Агірре та Софія вирушають до Англії, щоб зустрітись з Джоном Бренноксом і переконати його зайняти пост Папи Римського до початку конклаву. Представник британської аристократії та прихильник Джона Генрі Ньюмена, Бреннокс відомий у церковних рядах посвятою англікан у католицизм та як автор теоретичної праці «Золота середина». Кардинали вважають, що його центристська філософія допоможе відновити порядок у Ватикані після смерті Франциска II та важкого стану Пія XIII. Вночі в помешканні Бреннокса кожен з них, включаючи Бреннокса, відчуває присутність Пія XIII. У цей час у Ватикані чоловік Софії Томас проводить зустріч з міністром економіки та фінансів Італії Гвіччардіні та кардиналом. Останній переконує, що він зможе маніпулювати Бренноксом, оскільки знає його єдину таємницю. Наступного ранку Бреннокс знайомить Войелло зі своїми старими батьками, які проживають в окремому крилі замку, подалі від Джона, якого вонни вважають винним у смерті його брата-близнюка Адама. Ексцентричність і відвертість Бреннокса стали несподіванкою для делегації, однак вечірня трапеза, на якій кардинал детально викладає свою філософію, укріплює їх вибір. Сер Джон оголошує, що прийме своє рішення зранку. У Ватикані по телебаченню транслюється антихристиянське повідомлення від невідомого ісламського халіфата, після чого ефір переривається.                                                                                              |             |                  |                                                      |                         |                       |
| 3 | «Епізод 3»  | Паоло Соррентіно | Паоло Соррентіно, Умберто Контарелло и Стефано Бісес | 17 січня 2020           | не оголошено          |
| Бреннокс обговорює можливість стати Папою з Софією і Гутієрресом. Після цього він говорить зі своїми батьками, відмічаючи іронію в тому, що їхній улюблений і давно загиблий син Адам не зміг стати помітною духовною фігурою, тоді як йому, Джону, збезчещеному батьками, пропонують найвищий церковний пост. Джон ображається на батьків через їхню зневагу і вважає, що саме через неї він заслуговує бути Папою. Попри це, зранку наступного дня Бреннокс відмовляється стати Папою, проте Войелло швидко вдається переконати його все ж прийняти їхню пропозицію. Делегація повертається в Рим, де Бреннокс стає Папою Іоанном Павлом III і проводить свою першу проповідь. Тим часом Естер, яка перебуває в важкому матеріальному становищі, знайомиться зі вдівцем Фабіано, з яким вступає в любовні відносини. Фабіано повідомляє, що знає, де дістати гроші - його багата знайома пропонує винагороду за ніч з її сином Аттаназіо, що страждає від гірсутизму. Естер спершу обурюється, але вирушає на зустріч, з якої врешті втікає. Абатиса монастиря і сестра Лізетт просять у дона Кавалло грошей, щоб Лізетт змогла здійснити зі своєю смертельно хворою матір'ю паломництво до Лурду, але той ігнорує їх. Папа проголошує перед кардиналами свою промову про те, що ніжність краще пристрасті і що Церкві варто навчитися правильно любити. Войелло помічає в будиночку садівника молодого біженця Файсала, але не чіпає його. Файсал пізніше зустрічається в монастирі з сестрою Катериною. |             |                  |                                                      |                         |                       |
| 4 | «Епізод 4»  | Паоло Соррентіно | Паоло Соррентіно, Умберто Контарелло и Стефано Бісес | 17 січня 2020           | не оголошено          |
| Папа Іоанн Павло III проводить зустріч з Меріліном Менсоном, який пропонує тому відвідати Папу Пія XIII в Венеції. Кардинал Спаллетта дарує Папі новий автомобіль Bentley, натякаючи на те, що хоче підвищення. Дон Кавалло повідомляє Войелло, що черниці захопили Сікстинську капелу і оголосили страйк, вимагаючи поваги до своїх прав від інших церковників. Войелло приймає у себе абатису і сестру Лізетт, яка очолює протест і радить їм не ставати його ворогами, після чого черниці просять аудієнції з Папою. Іоанн Павло відвідує Пія в Венеції; коли він покидає лікарню, лідер шанувальників молодого Папи зупиняє його та шепоче щось на вухо. Після повернення до Ватикану Папа Іоанн Павло III залишає Войелло і Софію на їхніх посадах, призначає Гутьєрреса своїм радником, а Спаллетта - особистим секретарем з творчих питань. Спаллетта радить Папі не ставати ворогом Войелло, попри його ймовірну участь у вбивстві Папи Франциска II. Гутьєррес зустрічається з Фредді і вступає з ним у сексуальний контакт, про що пізніше зізнається Папі. Уряд Італії повідомляє Ватикану, що має намір перестати підтримувати Церкву коштами платників податків. Спаллетта запевняє Папу, що зможе переконати міністрів відкласти це рішення. Естер повертається до Аттаназіо і проводить з ним ніч. |             |                  |                                                      |                         |                       |
| 5 | «Епізод 5»  | Паоло Соррентіно | Паоло Соррентіно, Умберто Контарелло и Стефано Бісес | 24 січня 2020           | 0.25 млн. (з.н.)      |
| Шерон Стоун відвідує Папу Іоанна Павла III. В ході бесіди вона підіймає питання легалізації одностатевих шлюбів серед католиків. До Ватикану доходять новини про терористичний акт в Лурді. Папа дедалі більше зближується з Софією, дає їй свій особистий телефонний номер. Файсал і сестра Катерина кохаються в сараї в саду, внаслідок чого дівчина вагітніє. Войелло і Бауер обговорюють, як бути з союзом Спаллетта та Альтбрюка. Іоанн Павло III вирушає в Лурд вшанувати пам'ять загиблих, чим викликає захоплення віруючих та преси. Тим часом у Венеції репортери починають транслювати по радіо дихання Пія XIII і повідомляють, що тепер воно постійно буде в радіоефірі. Гутьєррес знову зустрічається з Фредді. Естер платить Фабіано його частку за посередництво в її секс-роботі, припиняє всі зв'язки з ним і разом з сином залишає церковне житло, що служило їй притулком. |             |                  |                                                      |                         |                       |
| 6 | «Епізод 6»  | Паоло Соррентіно | Паоло Соррентіно, Умберто Контарелло и Стефано Бісес | 24 січня 2020           | 0.25 млн.(з.н.)       |
| Софія знайомиться з Леопольдом Ессенсом, помічником Бауера, який каже, що на шляху кохання її чекає невдача. Естер повертається до Аттаназіо і укладає угоду з його матір'ю - надавати секс-послуги іншим юнакам за гроші. Софії стає відомо, що її чоловік разом із Спаллетта та Гвіччардіні бере участь в оргіях з неповнолітньою школяркою. Вона доносить цю інформацію до Войелло, а той, у свою чергу, повідомляє Папі. Спаллетта пояснює Іоанну Павлу, що таким чином намагався задобрити міністра, а також радить призначити нового державного секретаря. Папа змушений відправити Войелло у відставку. Перш ніж піти, Войелло зустрічається з монахинями і виконує їхні вимоги. Новим держсекретарем стає кардинал Ассенте. Через деякий час мати Аттаназіо повідомляє Естер, що її послуги більше непотрібні. Розлючена Естер вбиває її, після чого вирушає у Венецію просити прощення в Пія XIII. Іоанн Павло III проводить телевізійне інтерв'ю з Еморі Кітсвортом, яке він змушений покинути, не дочекавшись закінчення, через наркотичну ломку. |             |                  |                                                      |                         |                       |
| 7 | «Епізод 7»  | Паоло Соррентіно | Паоло Соррентіно, Умберто Контарелло и Стефано Бісес | 31 січня 2020           | 0.25 млн. (з.н.)      |
| Папа Пій XIII нарешті виходить з коми. Цей факт приховується від усіх, в тому числі від Іоанна Павла III. Він перебуває в будинку доктора Ліндегарда у Венеції та молиться за свого сина-інваліда. |             |                  |                                                      |                         |                       |
| 8 | «Епізод 8»  | Паоло Соррентіно | Паоло Соррентіно, Умберто Контарелло и Стефано Бісес | 31 січня 2020           | 0.25 млн. (з.н.)      |
| Войелло повертається на посаду державного секретаря. Ассенте змушений піти у відставку через своє нецензурне зауваження щодо дітей та сиріт. |             |                  |                                                      |                         |                       |
| 9 | «Епізод 9»  | Паоло Соррентіно | Паоло Соррентіно, Умберто Контарелло и Стефано Бісес | 7 лютого 2020           | 0.22 млн. (з.н.)      |
| У початковій школі в Вентотене злочинці захоплюють в заручники шістьох дітей та вчителя-священника. Папа Пій XIII у вбранні священика зустрічається з Іоаном Павлом III і пропонує тому жорстко відповісти злочинцям. Він змушує Іоана Павла III, все ще відомого під прізвиськом "Папа-сидячий" публічно повторити його слова. У відповідь злочинці вистрелили в голову заручнику-священнику, що дуже засмутило Пія. Після цього Іоан Павло III зрікається поста Папи Римського і повертається додому. Пій XIII, знову в якості Папи, сам відвідує школу. Злочинці виявляються ідолопоклонниками Пія, одна з них - Естер. Пізніше Пій XIII виступає з промовою і спускається, щоб обійняти натовп, люди підіймають його на руки. Під час цього дійства він раптово помирає. У Ліндегардів з'являється ще одна дитина. Сестра Катерина народжує дитину від свого коханця-біженця Файсала та покидає монастир. Софія відвідує сера Джона в Англії після його зречення поста Папи. Войелло стає новим Папою Римським. |             |                  |                                                      |                         |                       |

## Виробництво
Виробництво «Нового Папи» розпочалося в Італії наприкінці 2018 року. Знімання фільму відбувалося всередині базиліки Святого Петра у Ватикані в листопаді 2018. Деякі сцени були зняті в Мілані в січні та лютому 2019 року. Знімальна група також побувала у Венеції у січні та квітні 2019 року. У березні вона знову повернулася до Риму, аби позніматись на площі Святого Петра. Заставка серіалу з танцюючими монахинями була відзнята у монастирі Сан-Джорджіо у Венеції.

## Прем'єра
Світова прем'єра серіалу відбулась 1 вересня 2019 року на 76-му Венеціанському міжнародному кінофестивалі, де було показано 2 та 7 серії. На телеекранах серіал з'явився 10 січня 2020 року на телеканалі Sky Atlantic в Італії, 12 січня на Sky Atlantic у Великій Британії та 13 січня на HBO та Canal+.

### Рекламна кампанія
Офіційний тизер серіалу показали 28 серпня 2019 року. Другий трейлер-тизер продемонстровано 3 листопада 2019 року. Офіційний повноцінний трейлер вийшов 10 грудня 2019 року.

### Критика
Серіал отримав позитивні огляди критиків. На агрегаторі рецензій Rotten Tomatoes, серіал має рейтинг 87 %, базуючись на 38 відгуках із середнім рейтингом 7.72 / 10. Підсумковий результат звучить наступним чином: "Попри нависаючу тінь свого попередника, відданим шанувальникам все ще прийде до смаку розстановка сил та різноманіття дивацтв в «Новому Папі». На сайті Metacritic серіал має середню оцінку 63 із 100 на основі 12 відгуків, що відносить серіал до категорії з «загалом сприятливими відгуками».